# Vélo de piste

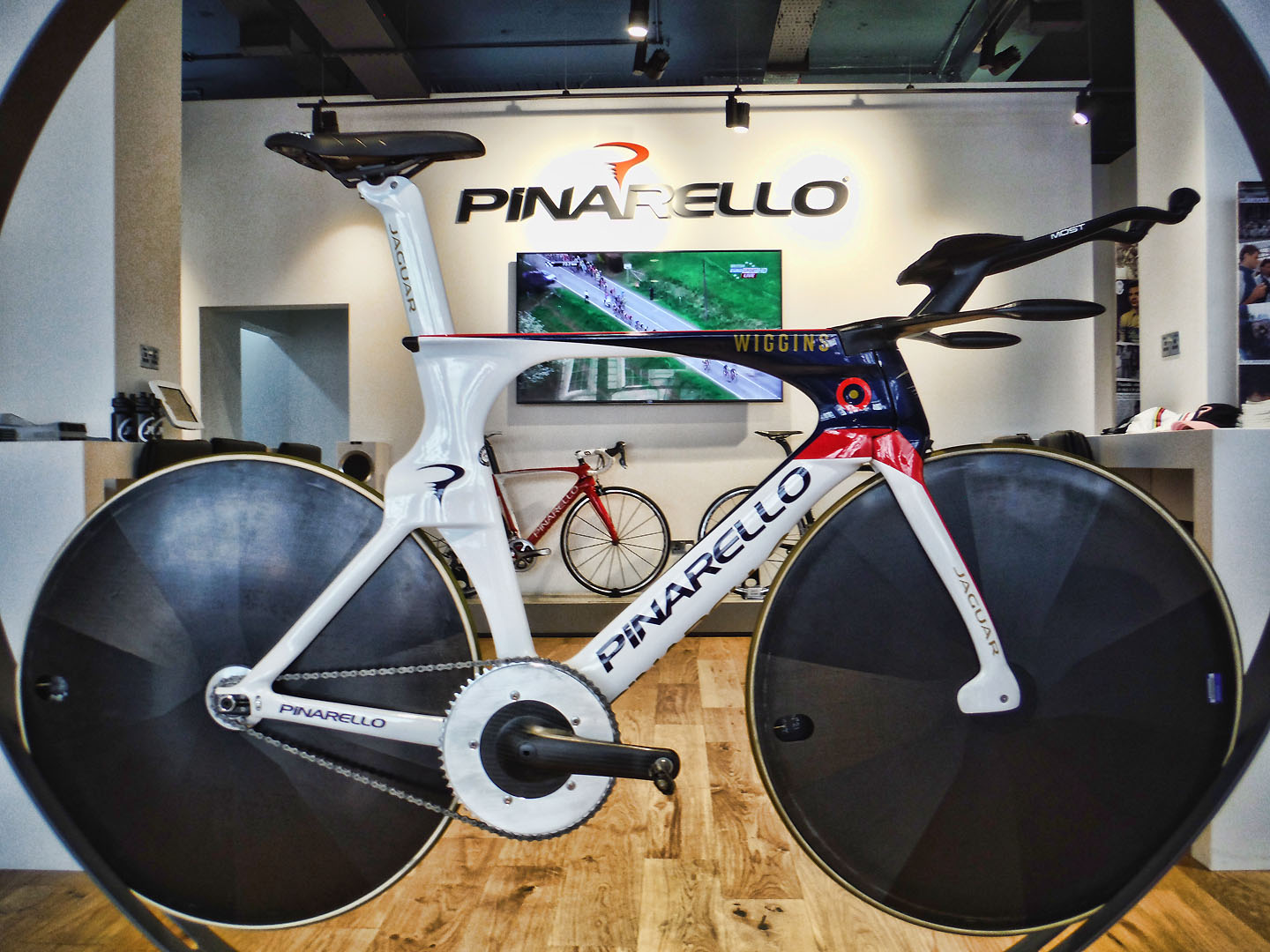
Un vélo de piste utilisé par Bradley Wiggins

Un vélo de piste est une bicyclette destinée à la pratique du cyclisme sur piste.
Un vélo de piste, à la différence du vélo de route, comporte une roue fixe en lieu et place de la traditionnelle roue libre, et n'embarque ni système de changement de vitesse, ni freins.
Pour les épreuves de vitesse pure (sprint, kilomètre, 500 mètres, keirin), les pédales sont généralement munies de cale-pieds à courroie.